# Club Disney (émission de télévision)
Pour les articles homonymes, voir Club Disney.
 (juin 2020).
Si vous disposez d'ouvrages ou d'articles de référence ou si vous connaissez des sites web de qualité traitant du thème abordé ici, merci de compléter l'article en donnant les références utiles à sa vérifiabilité et en les liant à la section « Notes et références ».
Disney !, présentée par Billy puis Mathieu et Julie du 10 janvier 1999 au 27 juin 2004, puis Club Disney du 29 août 2004 au 31 décembre 2006, était une émission jeunesse diffusée sur TF1. Cette émission était diffusée chaque dimanche matin entre 8 h et 9 h 45.
Elle remplaçait l'émission précédente nommée Disney Club et l'est à son tour par Tfou.

## Le concept

### Disney!
Le concept ressemble beaucoup au Disney Club, deux animateurs annoncent les séries d'animation et quelques jeux y sont proposés. Tout d'abord, Mathieu et Julie présentent l'émission en duo puis Julie présente seule l'émission.
Cette formule a duré 5 ans, entre janvier 1999 et juin 2004.

### Club Disney
Le principe est simplifié, puisqu'une simple voix off introduit les dessins animés.

## Séries
Quatre dessins animés étaient proposés chaque dimanche matin.
- Les 101 Dalmatiens, la série
- Aladdin
- American Dragon: Jake Long
- La Bande à Dingo
- Brandy et M. Moustache
- La Bande à Picsou
- Les Aventures de Buzz l'Éclair
- Cool Attitude
- Couacs en vrac
- La Cour de récré
- Dave le barbare
- Disney's tous en boîte
- Doug (1999)
- Gargoyles, les anges de la nuit
- Galaxie Lloyd
- Kim Possible
- Kuzco, un empereur à l'école
- Hercule
- Mickey Mania
- La Légende de Tarzan
- Lilo et Stitch, la série
- La Maison de Mickey
- Le Monde de Maggie
- Le Marsupilami
- Les Nouvelles Aventures de Winnie l'ourson
- Pepper Ann
- La Petite Sirène
- Les Petits Einstein
- Super Baloo
- Sabrina
- Rolie Polie Olie
- Teamo Supremo
- Timon et Pumbaa
- Toy Story Short
- Tibère et la Maison bleue
- Tic et Tac, les rangers du risque
- Tortues Ninja : La Nouvelle Génération
- W.I.T.C.H

## Évolution des séries animées Disney sur TF1
Une fois l'arrêt de Club Disney, quelques dessins animés Disney (Tortues Ninja : La Nouvelle Génération, Le Marsupilami, Kim Possible, Disney's tous en boîte ou Rolie Polie Olie) se sont installés dans Tfou au milieu d'autres dessins animées non-Disney. 
En 2009, Tfou ouvre le samedi matin une case spécialement réservée aux dessins animés Disney avec des séries animées issues du catalogue Playhouse Disney. On peut citer La Maison de Mickey, Manny et ses outils ou encore Mes amis Tigrou et Winnie.
En 2010, TF1 ne détient plus le contrat d'exclusivité lié à Disney, c'est ainsi que les dessins animés Disney restant sur TF1 (issus du catalogue Playhouse Disney) ne sont plus diffusés sur cette même chaîne mais sont désormais diffusés sur M6 dans l'émission Disney Kid Club.